# Бродленд (Південна Дакота)
Бродленд (англ. Broadland) — місто (англ. town) в США, в окрузі Бідл штату Південна Дакота. Населення — 27 осіб (2020).

## Географія
Бродленд розташований за координатами 44°29′38″ пн. ш. 98°20′48″ зх. д. / 44.49389° пн. ш. 98.34667° зх. д. (44.493825, -98.346556).  За даними Бюро перепису населення США в 2010 році місто мало площу 2,61 км², уся площа — суходіл.

## Демографія
Згідно з переписом 2010 року, у місті мешкала 31 особа в 13 домогосподарствах у складі 10 родин. Густота населення становила 12 осіб/км².  Було 18 помешкань (7/км²).
Расовий склад населення:
| - 100,0 % — білих |

До двох чи більше рас належало 0,0 %. Частка іспаномовних становила 0,0 % від усіх жителів.
За віковим діапазоном населення розподілялося таким чином: 22,6 % — особи молодші 18 років, 67,7 % — особи у віці 18—64 років, 9,7 % — особи у віці 65 років та старші. Медіана віку мешканця становила 50,8 року. На 100 осіб жіночої статі у місті припадало 106,7 чоловіків;  на 100 жінок у віці від 18 років та старших — 118,2 чоловіків також старших 18 років.
Середній дохід на одне домашнє господарство  становив 81 983 долари США (медіана — 63 750), а середній дохід на одну сім'ю — 101 578 доларів (медіана — 80 417). 
Цивільне працевлаштоване населення становило 19 осіб. Основні галузі зайнятості: сільське господарство, лісництво, риболовля — 36,8 %, виробництво — 21,1 %, транспорт — 15,8 %, освіта, охорона здоров'я та соціальна допомога — 15,8 %.